# История Тернополя
История города Тернополь на западе Украины.

## В составе Польского королевства
Первое письменное упоминание о поселении относится к 1524 году и сообщает о разграблении поселения татарами.
В 1540 году польский король Сигизмунд I выдал грамоту краковскому кастеляну Яну Амору Тарновскому на строительство города и владение землёй на берегу реки Серет в местности Сопильче (Топильче), на месте ранее уничтоженного татарами поселения.
Уже в 1544 году жителям пришлось отбиваться от набега татар в недостроенном замке; штурм им удалось отбить, а осада была снята после подхода польских войск из Сандомира.
В 1548 году Тарнополь получил магдебургское право, жители получили на 15 лет освобождение от податей и имели право устраивать три ярмарки в год.
С 1549 года город становится известен как торговый центр, расположенный на проходившем с запада на восток торговом пути.
В 1575 году Тарнополь был атакован татарами, которые ворвались на окраины города и взяли богатый полон. Вооружившиеся горожане отказались платить выкуп и приступили к обороне, несколько дней спустя татарская армия была разбита возле Збаража.
В 1589 году татары опять вторглись в Западное Подолье и встали табором возле Тарнополя, грабя окрестные земли. Лишь поражение под Баворовом заставило их уйти.
В 1618 году город серьёзно пострадал от татарского набега.
Во время восстания Хмельницкого в 1655 году город был захвачен войсками Хмельницкого.

## 1772—1918
В 1772 году в результате первого раздела Речи Посполитой Тарнополь перешёл в состав Австрийской империи.
В 1809 году во время войны пятой коалиции Тарнополь был занят польскими войсками, а после войны в соответствии с Шёнбруннским миром Тарнополь перешёл к Российской империи, став центром Тарнопольской области.
После начала войны 1812 года город заняли наступавшие французские войска, в 1815 году постановлением Венского конгресса Тарнополь был вновь передан Австрии.

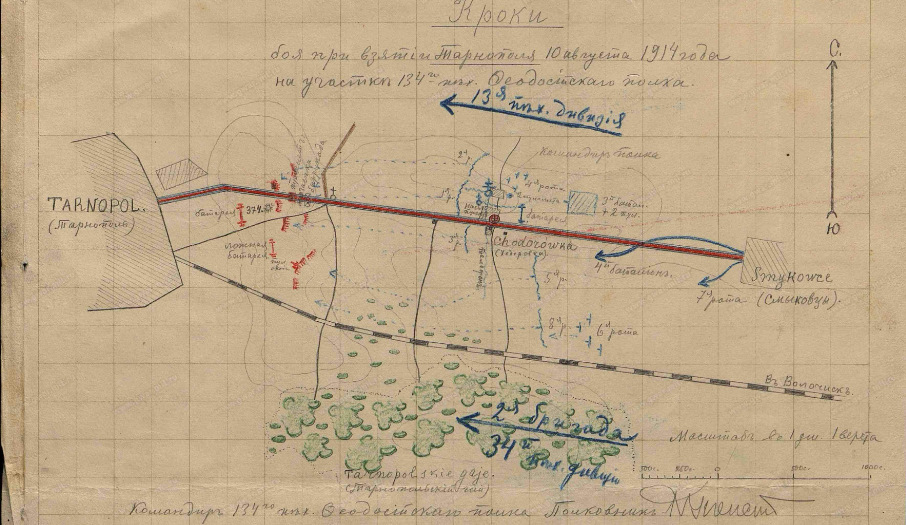
Схема боя Феодосийского 134-го пехотного полка при взятии Тарнополя 1914 год

Около 1840 года тогдашний владелец этих мест Эразм Коритовский продал город шляхтичу Тадеушу Туркулу. 15 февраля 1843 года Туркул договорился с горожанами о том, что за 175 000 гульденов откажется от прав на город. Губернатор Галиции Вильгельм фон Штутергайм утвердил продажу, а в 1844 году император Фердинанд I даровал Тарнополю статус вольного королевского города и герб.
В 1870 году Тарнополь был соединён с Лембергом железной дорогой, что привело к мощному развитию города.
В 1890 году население города составляло 26 217 человек (в основном поляки и евреи), здесь действовали паровая мельница, кирпичный и пивоваренный заводы, польская гимназия, реальное училище, польско-русская учительская семинария, иезуитский коллегий, а также торговые заведения.
28-29 ноября 1905 года под влиянием начавшейся русской революции в Тарнополе прошли выступления рабочих.
После начала Первой мировой войны и разгрома австро-венгерских войск в Галицийской битве в 1914—1917 гг. Тарнополь занимали русские войска.
После заключения в начале 1918 года Брестского мира в город вернулись австрийские власти.

## 1918—1939
В результате распада Австро-Венгрии в октябре 1918 года образовалась Западно-Украинская Народная Республика (ЗУНР), правительство которой 21 ноября было вынуждено бежать в Тарнополь.
В сентябре 1919 года в ходе польско-украинской войны город был занят польскими войсками.
В ходе советско-польской войны в июле 1920 года город занимали советские войска, город стал центром Галицийской Советской Социалистической Республики (здесь действовали Галицийский революционный комитет и ЦК компартии Восточной Галиции), но в сентябре 1920 был занят польскими войсками. В соответствии с Рижским договором 1921 года Тарнополь отошёл к Польше.
В годы нахождения в составе Польской республики Тарнополь был центром Тарнопольского воеводства.
В городе действовала подпольная группа КПЗУ, в 1926—1927, 1929—1930, 1932—1934 и 1937 году проходили демонстрации. 7 — 30 декабря 1937 года в Тарнополе прошёл «процесс 51-го» над КПЗУ.
В городе действовала Организация украинских националистов, работал Ярослав Стецько.

## 1939—1991
Численность населения города в 1939 году составляла 50 000 человек.
Во время польского похода РККА 17 сентября 1939 года в Тарнополь вступила 5-я кавдивизия 2-го кавалерийского корпуса РККА.
4 декабря 1939 года город стал областным центром Тернопольской области.
После начала второй мировой войны 2 июля 1941 года город был оккупирован наступавшими немецкими войсками. Перед отступлением из города сотрудники НКВД расстреляли несколько сотен узников в местной тюрьме. 1 августа 1941 года — включён в состав дистрикта «Галиция» генерал-губернаторства.
В связи с приближением к городу линии фронта, в 1944 году Тарнополь был превращён в крупный узел немецкой обороны, гарнизон которого составлял 12000 человек и 145 орудий. В ходе Проскуровско-Черновицкой наступательной операции город был окружён советскими войсками, 23 марта 1944 начались бои за город, 12 апреля — штурм города и 15 апреля 1944 года Тарнополь был освобожден советскими войсками.
В ходе боевых действий и в период немецкой оккупации городу был причинён значительный ущерб: немцы демонтировали и вывезли 29 промышленных предприятий, а остальные взорвали; 2500 из 4200 домов в городе были полностью разрушены, а остальные повреждены. Кроме того, в период оккупации в городе были убиты 28000 человек.
9 августа 1944 года указом президиума верховного совета СССР город был переименован в Тернополь.
В 1945—1954 годах город был восстановлен в соответствии с генеральным планом, который разработали архитекторы В. И. Новиков и Н. Ф. Панчук. В 1948 году началась газификация города. В 1951 году было создано Комсомольское озеро площадью 400 гектаров.
В 1957 году в городе был открыт медицинский институт.
В 1969 году из города Кременец в Тернополь был переведён педагогический институт.
По состоянию на начало 1984 года здесь действовали ПО «Тернопольский комбайновый завод», ПО «Ватра», экспериментально-механический завод «Молодая гвардия» (специализировавшийся на производстве торгового оборудования), ремонтно-механический завод, авторемонтный завод, комбинат «Стройиндустрия», домостроительный комбинат, кирпичный завод, завод железобетонных изделий, мебельный комбинат, фарфоровый завод, хлопчатобумажный комбинат, производственно-швейное объединение, завод искусственных кож, галантерейная фабрика, фармацевтическая фабрика, мясокомбинат, комбинат хлебопродуктов, завод продтоваров, сахарный завод, пивоваренный завод, завод безалкогольных напитков, молочный завод, хлебный завод, несколько других предприятий, Дом быта и свыше 190 пунктов бытового обслуживания. Также в городе действовали всесоюзный проектно-конструкторский технологический институт светотехнической промышленности, отделение всесоюзного НИИ ветеринарной санитарии, три высших учебных заведения, Тернопольский филиал Львовского политехнического института, 7 ПТУ, 3 средне-специальных учебных заведения, 20 общеобразовательных школ, 2 музыкальные школы, 1 художественная школа, ряд внешкольных учреждений, 2 театра, краеведческий музей, 29 библиотек, 24 клуба, Дворец культуры «Октябрь», телецентр, 4 кинотеатра, 20 киноустановок, выходили две областные и 4 многотиражные газеты.
В 1991 году население города составляло 219 200 человек.

## В составе Украины
С 24 августа 1991 года Тернополь — центр Тернопольской области в составе Украины.